# Studio Pierrot
Studio Pierrot Co., Ltd. (株式会社スタジオぴえろ Kabushiki-gaisha Sutajio Piero?) es un estudio de animación japonés fundado en 1979 por antiguos empleados de Tatsunoko Production y Mushi Production. Su sede se encuentra en Mitaka, Tokio. Es reconocido por varias series de animación populares en todo el mundo, como Naruto, Bleach, Yū Yū Hakusho, Boruto, Black Clover, Tokyo Ghoul o Great Teacher Onizuka, entre muchas otras.
Studio Pierrot Co., Ltd. está especializada en el subgénero mahō shōjo y también es ampliamente conocida por la animación basada en los mangas publicados por Shūkan Shōnen Jump.

## Historia
En abril de 1977, el animador y director Yūji Nunokawa, tras haber trabajado en Houei, Mushi Production y Tatsunoko Production, fundó un grupo de directores junto con Mitsuo Uenashi, Hiroko Tokita y otros. Comenzaron sus actividades en un apartamento en Kichijoji. El nombre de la empresa, Pierrot, proviene de la impresión que dejó en Nukukawa un grupo de circo que vio durante el festival de Sanno en su infancia.
Después de trabajar en proyectos como Las aventuras de la abeja Maya, el estudio se convirtió oficialmente en un estudio de producción de animación en 1979 a solicitud de Gakken para producir El maravilloso viaje de Nils Holgersson. En ese momento, se reorganizó como una empresa y se fundó Studio Pierrot Co., Ltd. (株式会社スタジオぴえろ Kabushiki-gaisha Sutajio Piero?), estableciendo su sede en Mitaka. Inicialmente, el estudio se creó únicamente para producir El maravilloso viaje de Nils Holgersson. Además de Yukio Nukukawa y Mitsuo Uenashi, se unieron otros talentos con experiencia como directores en Tatsunoko Production, incluidos Masayuki Tohru, Masami Anno, Takashi Shiyu y Mamoru Oshii. En términos de conexiones, el estudio tiene raíces en el flujo creativo de Tatsunoko Production. Una característica distintiva en sus inicios fue la fuerte influencia de los directores, ya que el estudio se formó principalmente por ellos. En cuanto a la producción, en sus comienzos el estudio contaba con un entorno de trabajo que permitía márgenes de tiempo adecuados en el calendario, lo que facilitaba la creación de obras de alta calidad.
Después de El maravilloso viaje de Nils Holgersson, Studio Pierrot continuó produciendo series de televisión. En sus inicios, la mayor parte de su trabajo provenía de pedidos de Gakken. En mayo de 1984, se fundó una nueva organización llamada Pierrot Project Co., Ltd. (株式会社ぴえろプロジェクト Kabushiki-gaisha Piero Purojekuto?), dedicada a la gestión de derechos de autor. Esta iniciativa surgió debido a que los ingresos obtenidos únicamente a través de la producción por encargo no eran suficientes para garantizar beneficios significativos. Además, el motivo de separar esta entidad de la empresa principal radicó en la existencia de prejuicios dentro de la industria de la animación de aquella época. Estos prejuicios estaban dirigidos hacia los estudios de producción que reclamaban derechos sobre las obras que creaban y se involucraban en su comercialización.
Desde 1981, Studio Pierrot asumió la producción de animación de Urusei Yatsura, creada por Kitty Films, lo que marcó un gran impacto en la industria. En 1983, el estudio inició su propia serie original conocida como Mahō no Tenshi Creamy Mami, marcando un cambio estratégico de ser un estudio de producción a convertirse en una empresa de producción que también participaba en la financiación. Esto no solo fortaleció la identidad de la marca Pierrot, sino que también estableció una colaboración con la agencia publicitaria Yomiuri Advertising desde esta serie. En 1983, Studio Pierrot dejó su huella en la historia de la animación al producir Dallos, considerada la primera obra original de animación para video (OVA) en el mundo. En el ámbito de la televisión, después de Urusei Yatsura, el estudio se especializó en producir muchas obras para Fuji TV. En 1987, comenzaron su exitosa línea de adaptaciones de obras de la Weekly Shōnen Jump con Kimagure Orange☆Road, que alcanzó su punto culminante en 1992 con Yū☆Yū☆Hakusho, logrando un éxito significativo en términos de audiencia. A partir de entonces, el estudio continuó produciendo numerosas adaptaciones de este tipo. Además, en 1987, con Anmitsu Hime, el estudio comenzó a gestionar los derechos de comercialización, ampliando sus actividades más allá de la animación y consolidando su posición en la industria.
En 1987, Studio Pierrot estableció conjuntamente con la empresa de producción y planificación Oriental Cine Service una compañía de ventas de videos llamada SPO Co., Ltd. (エスピーオー?) (Sales company of Pierrot and Oriental Service). Esta nueva empresa se encargó de la distribución de los videos de las obras de Pierrot de la época, incluyendo la OVA Harbor Light Monogatari. A través de SPO, las producciones de Pierrot lograron expandirse y llegar a mercados internacionales, reforzando su presencia en la industria del entretenimiento.
En 2002, Studio Pierrot Co., Ltd. (株式会社スタジオぴえろ Kabushiki-gaisha Sutajio Piero?) se fusionó con Pierrot Project Co., Ltd. (株式会社ぴえろプロジェクト Kabushiki-gaisha Piero Purojekuto?), y la empresa combinada adoptó el nombre de Pierrot Co., Ltd. (株式会社ぴえろ Kabushiki-gaisha Piero?). A partir de 2004, comenzaron a utilizar el nombre studio Pierrot como marca de producción, consolidando su identidad en la industria de la animación. Esta fusión fortaleció la estructura de la empresa, integrando la gestión de derechos y la producción bajo un mismo techo, y estableció un marco sólido para su expansión futura.
En 2008, Pierrot incorporó al estudio Studio Kikan, que anteriormente se encargaba de trabajos bajo subcontratación para obras de Pierrot, como parte de su grupo empresarial. Tras una reubicación del estudio al año siguiente, el nombre de la compañía fue cambiado a Pierrot Plus. En 2019, la empresa experimentó otro cambio de nombre, convirtiéndose en Studio Signpost. En esta etapa, Ken Hagino, quien había trabajado como productor en Studio Pierrot, asumió el cargo de director ejecutivo. Estos cambios reflejan una evolución en la estructura y dirección del estudio, alineándose con las necesidades de producción y las estrategias de negocio de Pierrot.
En 2012, la sucursal de Fukuoka de Pierrot, que se dedicaba a la animación y los acabados, cerró sus puertas. En julio del mismo año, Yukio Nukukawa, quien había sido presidente de la empresa durante mucho tiempo, asumió el cargo de presidente honorario del consejo directivo. Michiaki Honma, quien hasta entonces había ocupado el puesto de director ejecutivo sénior, fue nombrado nuevo presidente de la compañía. Posteriormente, Nukukawa pasó a ocupar un cargo de asesor supremo sin poderes representativos, marcando un cambio generacional en la dirección de Pierrot.
El 25 de abril de 2020, Pierrot firmó un acuerdo de asociación de capital y negocios con KLab. El objetivo principal de esta alianza fue expandir las oportunidades de desarrollo, incluyendo la adaptación de sus obras audiovisuales en videojuegos, así como la promoción de productos y eventos relacionados. Este acuerdo reflejó la intención de Pierrot de diversificar sus operaciones y fortalecer su presencia en mercados adicionales al de la animación. Ese mismo año, durante la 14.ª edición de los Seiyū Awards, Pierrot fue galardonado con el Premio Especial en conmemoración de su 40.º aniversario. Este reconocimiento destacó las contribuciones significativas del estudio a la industria del anime a lo largo de sus cuatro décadas de trayectoria.
El 6 de julio de 2024, Pierrot estableció una nueva marca de producción de animación llamada Pierrot Films. Esta nueva marca se utilizará de manera paralela con el nombre tradicional de Studio Pierrot, lo que permite al estudio expandir su identidad y enfoque en nuevos proyectos y oportunidades dentro de la industria de la animación. Esta iniciativa refleja el compromiso del estudio con la innovación y la adaptación a las nuevas tendencias del mercado.
El 31 de julio de 2024, Michiaki Honma asumió el cargo de presidente honorario sin poderes representativos, mientras que Nobuhaku Ueda, quien había sido director de operaciones comerciales, fue nombrado presidente ejecutivo de Pierrot. Además, Keiichirō Hemmi, quien había desempeñado el cargo de director ejecutivo sénior, fue designado como presidente ejecutivo con poder de representación. Este cambio de liderazgo marcó una nueva etapa en la estructura organizativa de la compañía.
En agosto de 2024, Pierrot firmó un acuerdo de colaboración con la empresa de producción de animación surcoreana Red Dog Culture House para la coproducción y financiamiento de animaciones con una visión enfocada en los mercados globales. Esta alianza reflejó la intención del estudio de expandir su alcance internacional y colaborar en proyectos conjuntos con socios estratégicos. Además, el 11 de octubre de 2024, Pierrot  firmó otro acuerdo de colaboración con Asahi Production con el objetivo de fortalecer su estructura para la producción constante de obras de alta calidad. Esta asociación tenía como fin mejorar la capacidad del estudio para ofrecer producciones de animación con un nivel elevado y de manera estable.
El 18 de abril de 2025, Pierrot firmó un acuerdo de asociación de capital y negocios con Asahi Production con el objetivo de fortalecer aún más su colaboración existente y construir una alianza más estrecha. Este acuerdo estratégico tiene como fin consolidar una relación de socios cercanos, lo que permitirá a ambas compañías trabajar de manera más integrada y eficaz en futuros proyectos de animación, mejorando su capacidad para producir obras de alta calidad.
El 1 de agosto del mismo año, el nombre de la empresa cambió de Pierrot Co., Ltd. (株式会社ぴえろ Kabushiki-gaisha Piero?) a Studio Pierrot Co., Ltd. (株式会社スタジオぴえろ Kabushiki-gaisha Sutajio Piero?), la marca utilizada en el momento de la fundación de la empresa.

## Producciones

### Series de televisión

#### 1980
| Año  | Título                     | Director(es)                | Fecha de primera transmisión | Fecha de última transmisión | Eps. | Notas                                                                                            | Refs.  |
| ---- | -------------------------- | --------------------------- | ---------------------------- | --------------------------- | ---- | ------------------------------------------------------------------------------------------------ | ------ |
| 1980 | Nils no Fushigi na Tabi    | Hisayuki Toriumi            | 8 de enero de 1980           | 17 de marzo de 1981         | 52   | Historia original.                                                                               | [ 32 ] |
| 1981 | Maicching Machiko-sensei   | Takeshi Ebihara             | 8 de octubre de 1981         | 6 de octubre de 1983        | 95   | Adaptación del manga escrito e ilustrado por Takeshi Ebihara.                                    | [ 32 ] |
| 1981 | Urusei Yatsura             | Mamoru Oshii Kazuo Yamazaki | 14 de octubre de 1981        | 19 de marzo de 1986         | 195  | Adaptación del manga escrito e ilustrado por Rumiko Takahashi. Coproducción junto a Studio Deen. | [ 32 ] |
| 1982 | Taiyō no Ko Esteban        | Hisayuki Toriumi            | 1 de mayo de 1982            | 5 de febrero de 1983        | 39   | Basada en la novela The King's Fifth de Scott O'Dell.                                            | [ 32 ] |
| 1983 | Spoon Oba-san              | Keiji Hayakawa              | 4 de abril de 1983           | 9 de marzo de 1984          | 130  | Basada en los libros infantiles Mrs. Pepperpot de Alf Prøysen.                                   | [ 32 ] |
| 1983 | Mahō no Tenshi Creamy Mami | Osamu Kobayashi             | 1 de julio de 1983           | 29 de junio de 1984         | 52   | Historia original.                                                                               | [ 32 ] |
| 1984 | Chikkun Takkun             | Keiji Hayakawa Masami Annō  | 9 de abril de 1984           | 28 de septiembre de 1984    | 23   | Adaptación del manga escrito e ilustrado por Shōtarō Ishinomori. Coproducción junto a Gallop.    | [ 32 ] |
| 1984 | Mahō no Yōsei Persia       | Takashi Anno                | 6 de julio de 1984           | 31 de mayo de 1985          | 48   | Adaptación del manga escrito e ilustrado por Takako Aonuma.                                      | [ 32 ] |
| 1984 | Seijūshi Bismark           | Akira Shigino Masami Anno   | 7 de octubre de 1984         | 29 de septiembre de 1985    | 51   | Historia original.                                                                               | [ 32 ] |
| 1985 | Mahō no Star Magical Emi   | Takashi Anno                | 7 de junio de 1985           | 28 de febrero de 1986       | 38   | Historia original.                                                                               | [ 32 ] |
| 1985 | Ninja Senshi Tobikage      | Masami Anno                 | 6 de octubre de 1985         | 27 de julio de 1986         | 43   | Historia original.                                                                               | [ 32 ] |
| 1986 | Mahō no Idol Pastel Yumi   | Akira Shigino               | 7 de marzo de 1986           | 29 de agosto de 1986        | 25   | Historia original.                                                                               | [ 32 ] |
| 1986 | Anmitsu Hime               | Masami Anno                 | 5 de octubre de 1986         | 27 de septiembre de 1987    | 51   | Adaptación del manga escrito e ilustrado por Shōsuke Kurakane.                                   | [ 32 ] |
| 1986 | Ganbare! Kickers           | Akira Shigino               | 15 de octubre de 1986        | 25 de marzo de 1987         | 23   | Adaptación del manga escrito e ilustrado por Noriaki Nagai.                                      | [ 32 ] |
| 1987 | Kimagure Orange☆Road       | Osamu Kobayashi             | 6 de abril de 1987           | 7 de marzo de 1988          | 48   | Adaptación del manga escrito e ilustrado por Izumi Matsumoto.                                    | [ 32 ] |
| 1987 | Norakuro-kun               | Masami Anno                 | 4 de octubre de 1987         | 2 de octubre de 1988        | 50   | Adaptación del manga escrito e ilustrado por Suihō Tagawa.                                       | [ 32 ] |
| 1988 | Osomatsu-kun               | Akira Shigino               | 13 de febrero de 1988        | 30 de diciembre de 1989     | 86   | Segunda adaptación del manga escrito e ilustrado por Fujio Akatsuka.                             | [ 32 ] |
| 1988 | Moeru! Oniisan             | Osamu Kobayashi             | 14 de marzo de 1988          | 19 de septiembre de 1988    | 24   | Adaptación del manga escrito e ilustrado por Tadashi Satō.                                       | [ 32 ] |
| 1989 | Magical Hat                | Akira Shigino               | 18 de octubre de 1989        | 6 de julio de 1990          | 33   | Adaptación del manga escrito e ilustrado por Yōji Katakura.                                      | [ 32 ] |

#### 1990
| Año  | Título                                | Director(es)               | Fecha de primera transmisión | Fecha de última transmisión | Eps. | Notas                                                                                         | Refs.  |
| ---- | ------------------------------------- | -------------------------- | ---------------------------- | --------------------------- | ---- | --------------------------------------------------------------------------------------------- | ------ |
| 1990 | Heisei Tensai Bakabon                 | Hiroshi Sasagawa           | 6 de enero de 1990           | 29 de diciembre de 1990     | 46   | Adaptación del manga escrito e ilustrado por Fujio Akatsuka.                                  | [ 32 ] |
| 1990 | Karakuri Kengō Den Musashi Lord       | Akira Shigino              | 3 de octubre de 1990         | 25 de septiembre de 1991    | 50   | Historia original.                                                                            | [ 32 ] |
| 1990 | Edokko Boy: Gatten Tasuke             | Takeshi Mori               | 19 de octubre de 1990        | 22 de marzo de 1991         | 22   | Adaptación del manga escrito e ilustrado por Manavu Kashimoto.                                | [ 32 ] |
| 1991 | Ore wa Chokkaku                       | Masami Anno                | 5 de enero de 1991           | 12 de octubre de 1991       | 36   | Adaptación del manga escrito e ilustrado por Yū Koyama.                                       | [ 32 ] |
| 1991 | Chiisana Obake: Acchi, Kocchi, Socchi | Osamu Kobayashi            | 9 de abril de 1991           | 7 de abril de 1992          | 50   | Basada en una serie de libros infantiles escritos e ilustrados por Eiko Kadono y Yoko Sasaki. | [ 32 ] |
| 1991 | Marude Dameo                          | Akira Shigino              | 2 de noviembre de 1991       | 26 de septiembre de 1992    | 47   | Adaptación del manga escrito e ilustrado por Kenji Morita.                                    | [ 32 ] |
| 1992 | Non-tan to Issho                      | Osamu Kobayashi            | 5 de octubre de 1992         | 18 de marzo de 1994         | 263  | Basada en una serie de libros infantiles escritos por Sachiko Kiyono.                         | [ 32 ] |
| 1992 | Yū☆Yū☆Hakusho                         | Noriyuki Abe               | 10 de octubre de 1992        | 7 de enero de 1995          | 112  | Adaptación del manga escrito e ilustrado por Yoshihiro Togashi.                               | [ 32 ] |
| 1994 | Tottemo! Luckyman                     | Osamu Nabeshima            | 6 de abril de 1994           | 23 de marzo de 1995         | 50   | Adaptación del manga escrito e ilustrado por Hiroshi Gamō.                                    | [ 32 ] |
| 1995 | Ninkū                                 | Noriyuki Abe               | 14 de enero de 1995          | 24 de febrero de 1996       | 55   | Adaptación del manga escrito e ilustrado por Kōji Kiriyama.                                   | [ 32 ] |
| 1995 | Fushigi Yūgi                          | Hajime Kamegaki            | 6 de abril de 1995           | 28 de marzo de 1996         | 52   | Adaptación del manga escrito e ilustrado por Yū Watase.                                       | [ 32 ] |
| 1996 | Midori no Makibaō                     | Noriyuki Abe               | 9 de marzo de 1996           | 12 de julio de 1997         | 61   | Adaptación del manga escrito e ilustrado por Tsunomaru.                                       | [ 32 ] |
| 1996 | Hajime Ningen Gon                     | Yutaka Kagawa              | 3 de abril de 1996           | 22 de enero de 1997         | 39   | Adaptación del manga escrito e ilustrado por Shunji Sonoyama.                                 | [ 32 ] |
| 1996 | Akachan to Boku                       | Takahiro Ōmori             | 11 de julio de 1996          | 26 de marzo de 1997         | 35   | Adaptación del manga escrito e ilustrado por Marimo Ragawa.                                   | [ 32 ] |
| 1997 | Hyper Police                          | Takahiro Ōmori             | 4 de abril de 1997           | 26 de septiembre de 1997    | 25   | Adaptación del manga escrito e ilustrado por MEE.                                             | [ 32 ] |
| 1997 | Clamp Gakuen Tanteidan                | Osamu Nabeshima            | 3 de mayo de 1997            | 25 de octubre de 1997       | 26   | Adaptación del manga escrito e ilustrado por CLAMP.                                           | [ 32 ] |
| 1997 | Rekka no Honō                         | Noriyuki Abe               | 19 de julio de 1997          | 10 de julio de 1998         | 42   | Adaptación del manga escrito e ilustrado por Nobuyuki Anzai.                                  | [ 32 ] |
| 1998 | Takoyaki Mant-Man                     | Masami Anno Akira Shigino  | 4 de abril de 1998           | 5 de septiembre de 1999     | 77   | Basada en una serie de libros infantiles.                                                     | [ 32 ] |
| 1998 | Mahō no Stage Fancy Lala              | Akira Shigino              | 5 de abril de 1998           | 27 de septiembre de 1998    | 26   | Historia original.                                                                            | [ 32 ] |
| 1998 | Neo Ranga                             | Jun Kamiya Toshiyuki Tsuru | 6 de abril de 1998           | 28 de septiembre de 1999    | 48   | Historia original.                                                                            | [ 32 ] |
| 1998 | Dokkiri Doctor                        | Kazunori Mizuno            | 21 de octubre de 1998        | 23 de junio de 1999         | 26   | Adaptación del manga escrito e ilustrado por Fujihiko Hosono.                                 | [ 32 ] |
| 1998 | Yoiko                                 | Takahiro Ōmori             | 6 de noviembre de 1998       | 26 de marzo de 1999         | 20   | Adaptación del manga escrito e ilustrado por Yūgo Ishikawa.                                   | [ 32 ] |
| 1999 | Chiisana Kyōjin Microman              | Noriyuki Abe               | 4 de enero de 1999           | 27 de diciembre de 1999     | 52   | Historia original.                                                                            | [ 32 ] |
| 1999 | Power Stone                           | Takahiro Ōmori             | 3 de abril de 1999           | 25 de septiembre de 1999    | 26   | Adaptación del videojuego desarrollado por Capcom.                                            | [ 32 ] |
| 1999 | Tenshi ni Narumon!                    | Hiroshi Nishikiori         | 7 de abril de 1999           | 29 de septiembre de 1999    | 26   | Historia original.                                                                            | [ 32 ] |
| 1999 | Great Teacher Onizuka                 | Noriyuki Abe               | 30 de julio de 1999          | 17 de septiembre de 2000    | 43   | Adaptación del manga escrito e ilustrado por Tōru Fujisawa.                                   | [ 32 ] |
| 1999 | Barbapapa Sekai wo Mawaru             | Seitarō Hara               | 5 de julio de 1999           | 8 de octubre de 1999        | 50   | Basada en una serie de libros infantiles.                                                     | [ 32 ] |
| 1999 | Guru Guru Town Hanamaru-kun           | Jun Kamiya                 | 3 de octubre de 1999         | 29 de septiembre de 2001    | 101  | Historia original.                                                                            | [ 32 ] |
| 1999 | Rerere no Tensai Bakabon              | Hayato Date                | 19 de octubre de 1999        | 21 de marzo de 2000         | 24   | Segunda adaptación del manga escrito e ilustrado por Fujio Akatsuka.                          | [ 32 ] |

#### 2000
| Año  | Título                             | Director(es)                                                              | Fecha de primera transmisión | Fecha de última transmisión | Eps. | Notas                                                                                      | Refs.                |
| ---- | ---------------------------------- | ------------------------------------------------------------------------- | ---------------------------- | --------------------------- | ---- | ------------------------------------------------------------------------------------------ | -------------------- |
| 2000 | Oh! Super Milk-chan                | Takahiro Ōmori                                                            | 27 de enero de 2000          | 13 de abril de 2000         | 12   | Secuela de Super Milk-chan.                                                                | [ 32 ]               |
| 2000 | Gensōmaden Saiyūki                 | Hayato Date                                                               | 4 de abril de 2000           | 27 de marzo de 2001         | 50   | Secuela de Saiyuuki Reload: Burial.                                                        | [ 32 ]               |
| 2000 | Ayashi no Ceres                    | Hajime Kamegaki                                                           | 20 de abril de 2000          | 28 de septiembre de 2000    | 24   | Adaptación del manga escrito e ilustrado por Yū Watase.                                    | [ 32 ]               |
| 2000 | Gakkō no Kaidan                    | Noriyuki Abe                                                              | 22 de octubre de 2000        | 25 de marzo de 2001         | 19   | Historia original.                                                                         | [ 32 ]               |
| 2001 | Super GALS! Kotobuki Ran           | Tsuneo Kobayashi                                                          | 1 de abril de 2001           | 31 de marzo de 2002         | 52   | Adaptación del manga escrito e ilustrado por Mihona Fujii.                                 | [ 32 ]               |
| 2001 | Kaze no Youjinbō                   | Hayato Date                                                               | 2 de octubre de 2001         | 26 de marzo de 2002         | 25   | Historia original.                                                                         | [ 32 ]               |
| 2001 | Hikaru no Go                       | Susumu Nishizawa Jun Kamiya Tetsuya Endō                                  | 10 de octubre de 2001        | 26 de marzo de 2003         | 75   | Adaptación del manga escrito por Yumi Hotta e ilustrado por Takeshi Obata.                 | [ 32 ]               |
| 2001 | Kogepan                            | Hidekazu Ohara                                                            | 5 de noviembre de 2001       | 16 de noviembre de 2001     | 10   | Basada en un proyecto de medios mixtos de San-X.                                           | [ 32 ]               |
| 2002 | Tokyo Underground                  | Hayato Date                                                               | 2 de abril de 2002           | 24 de septiembre de 2002    | 26   | Adaptación del manga escrito e ilustrado por Akinobu Uraka.                                | [ 32 ]               |
| 2002 | Tokyo Mew Mew                      | Noriyuki Abe                                                              | 6 de abril de 2002           | 29 de marzo de 2003         | 52   | Adaptación del manga escrito por Reiko Yoshida e ilustrado por Mia Ikumi.                  | [ 32 ]               |
| 2002 | Jūni Kokuki                        | Tsuneo Kobayashi                                                          | 9 de abril de 2002           | 30 de agosto de 2003        | 45   | Adaptación de las novelas ligeras escritas por Fuyumi Ono e ilustradas por Akihiro Yamada. | [ 32 ]               |
| 2002 | Naruto                             | Hayato Date                                                               | 3 de octubre de 2002         | 8 de febrero de 2007        | 220  | Adaptación del manga escrito e ilustrado por Masashi Kishimoto.                            | [ 33 ]               |
| 2003 | E's Otherwise                      | Masami Shimoda                                                            | 1 de abril de 2003           | 23 de septiembre de 2003    | 26   | Adaptación del manga escrito e ilustrado por Satoru Yuiga.                                 | [ 32 ]               |
| 2003 | Tantei Gakuen Q                    | Noriyuki Abe                                                              | 15 de abril de 2003          | 20 de marzo de 2004         | 45   | Adaptación del manga escrito por Seimaru Amagi e ilustrado por Fumiya Satō.                | [ 32 ]               |
| 2003 | Saiyūki Reload                     | Tetsuya Endō                                                              | 2 de octubre de 2003         | 25 de marzo de 2004         | 25   | Secuela de Gensōmaden Saiyūki.                                                             | [ 32 ]               |
| 2004 | Saiyūki Reload Gunlock             | Tetsuya Endō                                                              | 2 de abril de 2004           | 24 de septiembre de 2004    | 26   | Secuela de Saiyūki Reload.                                                                 | [ 32 ]               |
| 2004 | Midori no Hibi                     | Tsuneo Kobayashi                                                          | 4 de abril de 2004           | 27 de junio de 2004         | 13   | Adaptación del manga escrito e ilustrado por Kazurō Inoue.                                 | [ 32 ]               |
| 2004 | Bleach                             | Noriyuki Abe                                                              | 5 de octubre de 2004         | 27 de marzo de 2012         | 366  | Adaptación del manga escrito e ilustrado por Tite Kubo.                                    | [ 34 ] [ 35 ] [ 36 ] |
| 2005 | Eikoku Koi Monogatari Emma         | Tsuneo Kobayashi                                                          | 3 de abril de 2005           | 19 de junio de 2005         | 12   | Adaptación del manga escrito e ilustrado por Kaoru Mori.                                   | [ 32 ]               |
| 2005 | Sugar Sugar Rune                   | Yukihiro Matsushita                                                       | 2 de julio de 2005           | 24 de junio de 2006         | 51   | Adaptación del manga escrito e ilustrado por Moyoco Anno.                                  | [ 32 ]               |
| 2007 | Naruto: Shippuuden                 | Hayato Date Osamu Kobayashi Chiaki Kon Toshinori Watanabe Masahiko Murata | 15 de febrero de 2007        | 23 de marzo de 2017         | 500  | Secuela de Naruto.                                                                         | [ 37 ]               |
| 2007 | Blue Dragon                        | Yukihiro Matsushita                                                       | 7 de abril de 2007           | 29 de marzo de 2008         | 51   | Adaptación del videojuego desarrollado por Mistwalker y Artoon.                            | [ 32 ]               |
| 2008 | Blue Dragon: Tenkai no Shichi Ryuu | Yukihiro Matsushita                                                       | 5 de abril de 2008           | 28 de marzo de 2009         | 51   | Secuela de Blue Dragon.                                                                    | [ 32 ]               |
| 2009 | Hanasakeru Seishōnen               | Hajime Kamegaki                                                           | 5 de abril de 2009           | 14 de febrero de 2010       | 31   | Adaptación del manga escrito e ilustrado por Natsumi Itsuki.                               | [ 32 ]               |

#### 2010
| Año  | Título                                           | Director(es)                       | Fecha de primera transmisión | Fecha de última transmisión | Eps. | Notas                                                                                                  | Refs.                |
| ---- | ------------------------------------------------ | ---------------------------------- | ---------------------------- | --------------------------- | ---- | --- | -------------------- |
| 2011 | Level E                                          | Toshiyuki Katō                     | 11 de enero de 2011          | 5 de abril de 2011          | 13   | Adaptación del manga escrito e ilustrado por Yoshihiro Togashi. Coproducción junto a David Production. | [ 38 ]               |
| 2012 | Naruto SD: Rock Lee no Seishun Full-Power Ninden | Gorō Sessha Masahiko Murata        | 3 de abril de 2012           | 26 de marzo de 2013         | 51   | Adaptación del manga escrito e ilustrado por Kenji Taira.                                              | [ 32 ]               |
| 2012 | Shirokuma Cafe                                   | Mitsuyuki Masuhara                 | 5 de abril de 2012           | 28 de marzo de 2013         | 50   | Adaptación del manga escrito e ilustrado por Aloha Higa.                                               | [ 32 ]               |
| 2012 | Kingdom                                          | Jun Kamiya                         | 4 de junio de 2012           | 25 de febrero de 2013       | 38   | Adaptación del manga escrito e ilustrado por Yasuhisa Hara.                                            | [ 32 ]               |
| 2013 | Kingdom 2nd Season                               | Akira Iwanaga                      | 8 de junio de 2013           | 2 de marzo de 2014          | 39   | Secuela de Kingdom.                                                                                    | [ 39 ]               |
| 2013 | Gaist Crusher                                    | Yoshihiro Takamoto                 | 2 de octubre de 2013         | 1 de octubre de 2014        | 51   | Adaptación del videojuego desarrollado por Treasure.                                                   | [ 32 ]               |
| 2014 | Soredemo Sekai wa Utsukushii                     | Hajime Kamegaki                    | 6 de abril de 2014           | 29 de junio de 2014         | 12   | Adaptación del manga escrito e ilustrado por Dai Shiina.                                               | [ 32 ]               |
| 2014 | Baby Steps                                       | Masahiko Murata                    | 6 de abril de 2014           | 21 de septiembre de 2014    | 25   | Adaptación del manga escrito e ilustrado por Hikaru Katsuki.                                           | [ 32 ]               |
| 2014 | Tokyo Ghoul                                      | Shuhei Morita                      | 4 de julio de 2014           | 19 de septiembre de 2014    | 12   | Adaptación del manga escrito e ilustrado por Sui Ishida.                                               | [ 32 ]               |
| 2014 | Akatsuki no Yona                                 | Kazuhiro Yoneda                    | 7 de octubre de 2014         | 24 de marzo de 2015         | 24   | Adaptación del manga escrito e ilustrado por Mizuho Kusanagi.                                          | [ 32 ]               |
| 2015 | Tokyo Ghoul √A                                   | Shuhei Morita                      | 9 de enero de 2015           | 27 de marzo de 2015         | 12   | Secuela de Tokyo Ghoul.                                                                                | [ 32 ]               |
| 2015 | Baby Steps 2nd Season                            | Masahiko Murata                    | 5 de abril de 2015           | 20 de septiembre de 2015    | 25   | Secuela de Baby Steps.                                                                                 | [ 32 ]               |
| 2015 | Osomatsu-san                                     | Yōichi Fujita                      | 6 de octubre de 2015         | 29 de marzo de 2016         | 25   | Secuela de Osomatsu-kun (1988).                                                                        | [ 40 ]               |
| 2016 | Divine Gate                                      | Noriyuki Abe                       | 8 de enero de 2016           | 25 de marzo de 2016         | 12   | Adaptación del videojuego desarrollado por GungHo y Acquire.                                           | [ 41 ] [ 42 ]        |
| 2016 | Sōsei no Onmyōji                                 | Tomohisa Taguchi                   | 6 de abril de 2016           | 29 de marzo de 2017         | 50   | Adaptación del manga escrito e ilustrado por Yoshiaki Sukeno.                                          | [ 43 ] [ 44 ] [ 45 ] |
| 2016 | Puzzle & Dragons Cross                           | Hajime Kamegaki                    | 4 de julio de 2016           | 26 de marzo de 2018         | 89   | Adaptación del videojuego desarrollado por GungHo.                                                     | [ 32 ]               |
| 2016 | Tsukiuta. The Animation                          | Itsuro Kawasaki                    | 6 de julio de 2016           | 28 de septiembre de 2016    | 13   | Basada en un proyecto de medios mixtos de Movic.                                                       | [ 32 ]               |
| 2016 | Soul Buster                                      | Toshinori Watanabe                 | 4 de octubre de 2016         | 11 de diciembre de 2016     | 12   | Adaptación del manhua escrito e ilustrado por Bai Mao.                                                 | [ 32 ]               |
| 2017 | ēlDLIVE                                          | Takeshi Furuta Tomoya Tanaka       | 8 de enero de 2017           | 26 de marzo de 2017         | 12   | Adaptación del manga escrito e ilustrado por Akira Amano.                                              | [ 46 ] [ 47 ]        |
| 2017 | Boruto: Naruto Next Generations                  | Noriyuki Abe Hiroyuki Yamashita    | 5 de abril de 2017           | 26 de marzo de 2023         | 293  | Secuela de Naruto: Shippuuden.                                                                         | [ 48 ]               |
| 2017 | Konbini Kareshi                                  | Hayato Date                        | 7 de julio de 2017           | 29 de septiembre de 2017    | 12   | Basada en un proyecto de medios mixtos de Kadokawa.                                                    | [ 32 ]               |
| 2017 | Osomatsu-san 2nd Season                          | Yōichi Fujita                      | 3 de octubre de 2017         | 27 de marzo de 2018         | 25   | Secuela de Osomatsu-kun.                                                                               | [ 49 ] [ 50 ] [ 51 ] |
| 2017 | Black Clover                                     | Tatsuya Yoshihara Ayataka Tanemura | 3 de octubre de 2017         | 30 de marzo de 2021         | 170  | Adaptación del manga escrito e ilustrado por Yūki Tabata.                                              | [ 52 ] [ 53 ] [ 54 ] |
| 2017 | Dynamic Chord                                    | Shigenori Kageyama                 | 6 de octubre de 2017         | 22 de diciembre de 2017     | 12   | Adaptación de la novela visual desarrollada por Honeybee Black. Coproducción junto a Pierrot Plus.     | [ 32 ]               |
| 2018 | Sanrio Danshi                                    | Sanrio Danshi                      | 6 de enero de 2018           | 24 de marzo de 2018         | 12   | Basada en un proyecto de medios mixtos de Sanrio.                                                      | [ 32 ]               |
| 2018 | Puzzle & Dragon                                  | Hajime Kamegaki                    | 2 de abril de 2018           | —                           | —    | Adaptación del videojuego desarrollado por GungHo.                                                     | [ 32 ]               |
| 2018 | Tokyo Ghoul: re                                  | Takumi Wakabe                      | 3 de abril de 2018           | 19 de junio de 2018         | 12   | Secuela de Tokyo Ghoul √A.                                                                             | [ 32 ]               |
| 2018 | Tokyo Ghoul: re 2nd Season                       | Takumi Wakabe                      | 9 de octubre de 2018         | 25 de diciembre de 2018     | 12   | Secuela de Tokyo Ghoul: re.                                                                            | [ 32 ]               |

#### 2020
| Año  | Título                                     | Director(es)                   | Fecha de primera transmisión | Fecha de última transmisión | Eps. | Notas                                                                | Refs.                |
| ---- | ------------------------------------------ | ------------------------------ | ---------------------------- | --------------------------- | ---- | -------------------------------------------------------------------- | -------------------- |
| 2020 | Kingdom 3rd Season                         | Ken'ichi Imaizumi              | 6 de abril de 2020           | 17 de octubre de 2021       | 26   | Secuela de Kingdom 2nd Season. Coproducción junto a Studio Signpost. | [ 32 ]               |
| 2020 | Akudama Drive                              | Tomohisa Taguchi               | 8 de octubre de 2020         | 24 de diciembre de 2020     | 12   | Historia original.                                                   | [ 55 ] [ 56 ]        |
| 2020 | Osomatsu-san 3rd Season                    | Yōichi Fujita                  | 13 de octubre de 2020        | 30 de marzo de 2021         | 25   | Secuela de Osomatsu-san 2nd Season.                                  | [ 57 ] [ 58 ]        |
| 2022 | Kingdom 4th Season                         | Ken'ichi Imaizumi              | 10 de abril de 2022          | 2 de octubre de 2022        | 26   | Secuela de Kingdom 3rd Season. Coproducción junto a Studio Signpost. | [ 32 ]               |
| 2022 | Cool Doji Danshi                           | Chiaki Kon                     | 11 de octubre de 2022        | 28 de marzo de 2023         | 24   | Adaptación del manga escrito e ilustrado por Kokone Nata.            | [ 59 ]               |
| 2022 | Bleach: Sennen Kessen-hen                  | Tomohisa Taguchi               | 11 de octubre de 2022        | 27 de diciembre de 2022     | 13   | Secuela de Bleach.                                                   | [ 60 ] [ 61 ] [ 62 ] |
| 2023 | Bleach: Sennen Kessen-hen - Ketsubetsu-tan | Tomohisa Taguchi               | 8 de julio de 2023           | 30 de septiembre de 2023    | 13   | Secuela de Bleach: Sennen Kessen-hen.                                | [ 63 ] [ 64 ]        |
| 2024 | Kingdom 5th Season                         | Ken'ichi Imaizumi              | 7 de enero de 2024           | 31 de marzo de 2024         | 13   | Secuela de Kingdom 4th Season. Coproducción junto a Studio Signpost. | [ 65 ]               |
| 2024 | Karasu wa Aruji o Erabanai                 | Yoshiaki Kyōgoku               | 6 de abril de 2024           | 21 de septiembre de 2024    | 20   | Basada en una novela de Chisato Abe.                                 | [ 66 ] [ 67 ]        |
| 2024 | Bleach: Sennen Kessen-hen - Sōkoku-tan     | Tomohisa Taguchi Hikaru Murata | 5 de octubre de 2024         | 28 de diciembre de 2024     | 14   | Secuela de Bleach: Sennen Kessen-hen - Ketsubetsu-tan.               | [ 68 ] [ 69 ]        |
| 2025 | Osomatsu-san 4th Season                    | Yoshinori Odaka                | 9 de julio de 2025           | —                           | —    | Secuela de Osomatsu-san 3rd Season.                                  | [ 70 ]               |
| 2025 | Kingdom 6th Season                         | Ken'ichi Imaizumi              | 5 de octubre de 2025         | —                           | —    | Secuela de Kingdom 5th Season. Coproducción junto a Studio Signpost. | [ 71 ] [ 72 ]        |
| 2026 | Mahō no Shimai Lulutto Lily                | —                              | 2026                         | —                           | —    | Historia original.                                                   | [ 73 ]               |
| 2026 | Bleach: Sennen Kessen-hen - Kashin-tan     | —                              | 2026                         | —                           | —    | Secuela de Bleach: Sennen Kessen-hen - Sōkoku-tan.                   | [ 74 ] [ 75 ]        |
| —    | Black Clover 2nd Season                    | —                              | —                            | —                           | —    | Secuela de Black Clover.                                             | [ 76 ]               |

### Películas
| Año  | Título                                                                    | Director(es)       | Duración | Notas                                                            | Refs.         |
| ---- | ------------------------------------------------------------------------- | ------------------ | -------- | ---------------------------------------------------------------- | ------------- |
| 1983 | Urusei Yatsura Movie 1: Only You                                          | Mamoru Oshii       | 102m     | Historia original de Urusei Yatsura.                             | [ 32 ]        |
| 1984 | Urusei Yatsura 2: Beautiful Dreamer                                       | Mamoru Oshii       | 97m      | Historia original de Urusei Yatsura.                             | [ 32 ]        |
| 1985 | Area 88 Movie                                                             | Hisayuki Toriumi   | 99m      | Historia original de Area 88.                                    | [ 32 ]        |
| 1987 | Aitsu to Lullaby: Suiyobi no Cinderella                                   | Motosuke Takahashi | 52m      | Adaptación del manga escrito e ilustrado por Michiharu Kusunoki. | [ 32 ]        |
| 1987 | Bari Bari Densetsu                                                        | Osamu Uemura       | 85m      | Versión cinematográfica de Bari Bari Densetsu (OVA).             | [ 32 ]        |
| 1988 | Kimagure Orange☆Road: Ano Hi ni Kaeritai                                  | Tomomi Mochizuki   | 69m      | Secuela de Kimagure Orange☆Road.                                 | [ 32 ]        |
| 1989 | Osomatsu-kun: Suika no Hoshi kara Konnichiwa zansu!                       | Akira Shigino      | 25m      | Historia original de Osomatsu-kun.                               | [ 32 ]        |
| 1990 | Maroko                                                                    | Mamoru Oshii       | 89m      | Resumen de Gosenzo-sama Banbanzai!.                              | [ 32 ]        |
| 1993 | Yū☆Yū☆Hakusho (Movie)                                                     | Noriyuki Abe       | 24m      | Historia original de Yū☆Yū☆Hakusho.                              | [ 32 ]        |
| 1994 | Yū☆Yū☆Hakusho: Meikai Shitō-hen - Honō no Kizuna                          | Masakatsu Iijima   | 94m      | Historia original de Yū☆Yū☆Hakusho.                              | [ 32 ]        |
| 1995 | Ninkū (Movie)                                                             | Noriyuki Abe       | 26m      | Historia original de Ninkū.                                      | [ 32 ]        |
| 1996 | Toilet no Hanako-san                                                      | Akitarō Daichi     | 30m      | Un cortometraje basado en una leyenda urbana japonesa.           | [ 32 ]        |
| 1996 | Shin Kimagure Orange☆Road: Soshite, Ano Natsu no Hajimari                 | Kunihiko Yuyama    | 95m      | Secuela de Kimagure Orange☆Road: Ano Hi ni Kaeritai.             | [ 32 ]        |
| 1999 | Chiisana Kyōjin Microman: Daigekisen! Microman vs. Saikyō Senshi Gorgon   | Akitarō Daichi     | 31m      | Historia original de Chiisana Kyōjin Microman.                   | [ 32 ]        |
| 2001 | Gensōmaden Saiyūki Movie: Requiem - Erabarezaru Mono e no Chinkonka       | Hayato Date        | 95m      | Historia original de Gensōmaden Saiyūki.                         | [ 32 ]        |
| 2004 | Naruto Movie 1: Dai Katsugeki!! Yuki Hime Shinobu Houjou Dattebayo!       | Tensai Okamura     | 82m      | Historia original de Naruto.                                     | [ 32 ]        |
| 2005 | Naruto Movie 2: Dai Gekitotsu! Maboroshi no Chiteiiseki Dattebayo!        | Hirotsugu Kawasaki | 97m      | Historia original de Naruto.                                     | [ 32 ]        |
| 2006 | Naruto Movie 3: Dai Koufun! Mikazuki Jima no Animaru Panikku Dattebayo!   | Toshiyuki Tsuru    | 94m      | Historia original de Naruto.                                     | [ 32 ]        |
| 2006 | Bleach Movie 1: Memories of Nobody                                        | Noriyuki Abe       | 93m      | Historia original de Bleach.                                     | [ 32 ]        |
| 2007 | Naruto: Shippuuden Movie 1                                                | Hajime Kamegaki    | 94m      | Historia original de Naruto: Shippuuden.                         | [ 32 ]        |
| 2007 | Bleach Movie 2: The DiamondDust Rebellion - Mō Hitotsu no Hyōrinmaru      | Noriyuki Abe       | 92m      | Historia original de Bleach.                                     | [ 32 ]        |
| 2008 | Naruto: Shippuuden Movie 2 - Kizuna                                       | Hajime Kamegaki    | 92m      | Historia original de Naruto: Shippuuden.                         | [ 32 ]        |
| 2008 | Bleach Movie 3: Fade to Black - Kimi no Na wo Yobu                        | Noriyuki Abe       | 94m      | Historia original de Bleach.                                     | [ 32 ]        |
| 2009 | Naruto: Shippuuden Movie 3 - Hi no Ishi wo Tsugu Mono                     | Masahiko Murata    | 95m      | Historia original de Naruto: Shippuuden.                         | [ 32 ]        |
| 2010 | Naruto Soyokazeden Movie: Naruto to Mashin to Mitsu no Onegai Dattebayo!! | Masahiko Murata    | 14m      | Historia original de Naruto.                                     | [ 32 ]        |
| 2010 | Naruto: Shippuuden Movie 4 - The Lost Tower                               | Masahiko Murata    | 94m      | Historia original de Naruto: Shippuuden.                         | [ 32 ]        |
| 2010 | Bleach Movie 4: Jigoku-hen                                                | Noriyuki Abe       | 94m      | Historia original de Bleach.                                     | [ 32 ]        |
| 2011 | Onigamiden                                                                | Hirotsugu Kawasaki | 98m      | Historia original.                                               | [ 32 ]        |
| 2011 | Naruto: Honoo no Chuunin Shiken! Naruto vs. Konohamaru!!                  | Hayato Date        | 14m      | Historia original de Naruto.                                     | [ 32 ]        |
| 2011 | Naruto: Shippuuden Movie 5 - Blood Prison                                 | Masahiko Murata    | 102m     | Historia original de Naruto: Shippuuden.                         | [ 32 ]        |
| 2012 | Naruto: Shippuuden Movie 6 - Road to Ninja                                | Hayato Date        | 109m     | Historia original de Naruto: Shippuuden.                         | [ 32 ]        |
| 2014 | The Last: Naruto the Movie                                                | Tsuneo Kobayashi   | 112m     | Historia original de Naruto.                                     | [ 77 ]        |
| 2015 | Boruto: Naruto the Movie                                                  | Hiroyuki Yamashita | 95m      | Historia original de Boruto.                                     | [ 78 ]        |
| 2019 | Osomatsu-san Movie                                                        | Yōichi Fujita      | 108m     | Historia original de Osomatsu-san.                               | [ 79 ] [ 80 ] |
| 2022 | Osomatsu-san: Hipipo-Zoku to Kagayaku Kajitsu                             | Yoshinori Odaka    | 67m      | Historia original de Osomatsu-san.                               |               |
| 2023 | Black Clover: Mahō Tei no Ken                                             | Ayataka Tanemura   | 113m     | Historia original de Black Clover.                               | [ 81 ]        |
| 2023 | Osomatsu-san: Tamashii no Takoyaki Party to Densetsu no Otomarikai        | Hikaru Yamaguchi   | 59m      | Secuela de Osomatsu-san: Hipipo-Zoku to Kagayaku Kajitsu.        | [ 32 ]        |

### OVAs
| Año  | Título                                                                                             | Director(es)                             | Fecha de primera transmisión | Fecha de última transmisión | Eps. | Notas                                                                                                   | Refs.  |
| ---- | -------------------------------------------------------------------------------------------------- | ---------------------------------------- | ---------------------------- | --------------------------- | ---- | --- | ------ |
| 1983 | Dallos                                                                                             | Mamoru Oshii Hisayuki Toriumi            | 21 de diciembre de 1983      | 5 de julio de 1984          | 4    | Historia original.                                                                                      | [ 32 ] |
| 1984 | Mahō no Tenshi Creamy Mami: Eien no Once More                                                      | Osamu Kobayashi                          | 28 de octubre de 1984        | 28 de octubre de 1984       | 1    | Secuela de Mahō no Tenshi Creamy Mami.                                                                  | [ 32 ] |
| 1985 | Area 88                                                                                            | Hisayuki Toriumi                         | 5 de febrero de 1985         | 15 de junio de 1986         | 3    | Adaptación del manga escrito e ilustrado por Kaoru Shintani.                                            | [ 32 ] |
| 1985 | Dallos Special                                                                                     | Mamoru Oshii Hisayuki Toriumi            | 8 de mayo de 1985            | 8 de mayo de 1985           | 1    | Una recopilación de las cuatro OVAs que se juntaron para crear una película que se emitió en los cines. | [ 32 ] |
| 1985 | Mahō no Tenshi Creamy Mami: Long Goodbye                                                           | Tomomi Mochizuki                         | 15 de junio de 1985          | 15 de junio de 1985         | 1    | Secuela de Mahō no Tenshi Creamy Mami: Eien no Once More.                                               | [ 32 ] |
| 1985 | Cosmo Police Justy                                                                                 | Motosuke Takahashi                       | 20 de julio de 1985          | 20 de julio de 1985         | 1    | Adaptación del manga escrito e ilustrado por Tsuguo Okazaki.                                            | [ 32 ] |
| 1985 | Nils no Fushigi na Tabi (Movie)                                                                    | Hisayuki Toriumi                         | 1 de octubre de 1985         | 1 de octubre de 1985        | 1    | Episodio recopilatorio de Nils no Fushigi na Tabi.                                                      | [ 32 ] |
| 1985 | Kimagure Orange☆Road: Shōnen Jump Special                                                          | Tomomi Mochizuki Osamu Kobayashi         | 23 de noviembre de 1985      | 23 de noviembre de 1985     | 1    | Una versión de televisión alternativa del episodio 46 de Kimagure Orange☆Road.                          | [ 32 ] |
| 1985 | Fire Tripper                                                                                       | Motosuke Takahashi                       | 16 de diciembre de 1985      | 16 de diciembre de 1985     | 1    | Adaptación del manga escrito e ilustrado por Rumiko Takahashi.                                          | [ 32 ] |
| 1986 | Adesugata Mahō no Sannin Musume                                                                    | Takashi Anno                             | 28 de marzo de 1986          | 28 de marzo de 1986         | 1    | Resumen en el que Mami, Persia y Emi van juntas a una fuente termal.                                    | [ 32 ] |
| 1986 | Go Go Toraemon                                                                                     | Tsutomu Shibayama                        | 25 de abril de 1986          | 25 de abril de 1986         | 1    | Adaptación del manga escrito e ilustrado por Takahashi Haruo.                                           | [ 32 ] |
| 1986 | Bari Bari Densetsu                                                                                 | Osamu Uemura Yō Ikegami Hisayuki Toriumi | 10 de mayo de 1986           | 16 de diciembre de 1986     | 2    | Adaptación del manga escrito e ilustrado por Shuichi Shigeno.                                           | [ 32 ] |
| 1986 | Mahō no Star Magical Emi: Finale! Finale!                                                          | Takashi Anno                             | 25 de mayo de 1986           | 25 de mayo de 1986          | 1    | Resumen de la serie Mahō no Star Magical Emi.                                                           | [ 32 ] |
| 1986 | The Supergal                                                                                       | Motosuke Takahashi                       | 5 de junio de 1986           | 5 de junio de 1986          | 1    | Adaptación del manga escrito e ilustrado por Rumiko Takahashi.                                          | [ 32 ] |
| 1986 | Mahō no Star Magical Emi: Semishigure                                                              | Takashi Anno                             | 21 de septiembre de 1986     | 21 de septiembre de 1986    | 1    | Secuela de Mahō no Star Magical Emi.                                                                    | [ 32 ] |
| 1987 | Salamander                                                                                         | Hisayuki Toriumi                         | 25 de febrero de 1987        | 25 de febrero de 1989       | 3    | Adaptación del videojuego desarrollado por Konami y SPS.                                                | [ 32 ] |
| 1987 | Warau Hyōteki                                                                                      | Motosuke Takahashi                       | 21 de marzo de 1987          | 21 de marzo de 1987         | 1    | Adaptación del manga escrito e ilustrado por Rumiko Takahashi.                                          | [ 32 ] |
| 1987 | Mahō no Tenshi Creamy Mami: Perfect Memory                                                         | Tomomi Mochizuki                         | 28 de marzo de 1987          | 28 de marzo de 1987         | 1    | Historia original.                                                                                      | [ 32 ] |
| 1987 | Majokko Club Yoningumi: A Kuukan kara no Alien X                                                   | Tsuneo Tominaga                          | 28 de julio de 1987          | 28 de julio de 1987         | 1    | Historia original.                                                                                      | [ 32 ] |
| 1987 | Ganbare! Kickers: Bokutachi no Densetsu                                                            | Akira Shigino                            | 21 de agosto de 1987         | 21 de agosto de 1987        | 1    | Episodio recopilatorio de Ganbare! Kickers.                                                             | [ 32 ] |
| 1987 | Lily C.A.T.                                                                                        | Hisayuki Toriumi                         | 1 de septiembre de 1987      | 1 de septiembre de 1987     | 1    | Historia original.                                                                                      | [ 32 ] |
| 1987 | Mahō no Yōsei Persia: Kaiten Mokuba                                                                | Takashi Anno                             | 25 de septiembre de 1987     | 25 de septiembre de 1987    | 1    | Episodio recopilatorio de Mahō no Yōsei Persia.                                                         | [ 32 ] |
| 1987 | Kimagure Orange☆Road: Tanabata Special                                                             | Desconocido                              | 21 de noviembre de 1987      | 21 de noviembre de 1987     | 1    | Resumen de la serie Kimagure Orange☆Road.                                                               | [ 32 ] |
| 1988 | Harbor Light Monogatari: Fashion Lala yori                                                         | Motosuke Takahashi                       | 11 de marzo de 1988          | 11 de marzo de 1988         | 1    | Historia original.                                                                                      | [ 32 ] |
| 1988 | Kimagure Orange☆Road: Summarized Edition                                                           | Desconocido                              | 14 de marzo de 1988          | 14 de marzo de 1988         | 1    | Episodio recopilatorio de Kimagure Orange☆Road.                                                         | [ 32 ] |
| 1989 | Kimagure Orange☆Road OVA                                                                           | Naoyuki Yoshinaga                        | 1 de marzo de 1989           | 18 de enero de 1991         | 8    | Adaptación del manga escrito e ilustrado por Izumi Matsumoto.                                           | [ 32 ] |
| 1989 | Moeru! Oniisan OVA                                                                                 | Desconocido                              | 1 de julio de 1989           | 2 de agosto de 1989         | 2    | Spinoff de Moeru! Oniisan.                                                                              | [ 32 ] |
| 1989 | Gosenzo-sama Banbanzai!                                                                            | Mamoru Oshii                             | 5 de agosto de 1989          | 25 de enero de 1990         | 6    | Historia original.                                                                                      | [ 32 ] |
| 1989 | Hi-Speed Jecy                                                                                      | Shigenori Kageyama                       | 5 de septiembre de 1989      | 5 de marzo de 1990          | 12   | Adaptación de las novelas ligeras escritas por Eiichirō Saitō e ilustradas por Haruhiko Mikimoto.       | [ 32 ] |
| 1989 | Baoh Raihōsha                                                                                      | Hiroyuki Yokoyama                        | 16 de septiembre de 1989     | 16 de septiembre de 1989    | 1    | Adaptación del manga escrito e ilustrado por Hirohiko Araki.                                            | [ 32 ] |
| 1990 | Osomatsu-kun: Iyami wa Hitori Kaze no Naka                                                         | Akira Shigino                            | 25 de agosto de 1990         | 25 de agosto de 1990        | 1    | Historia original de Osomatsu-kun.                                                                      | [ 32 ] |
| 1991 | Shakotan★Boogie                                                                                    | Shinichi Tōkairin                        | 6 de febrero de 1991         | 17 de julio de 1992         | 4    | Adaptación del manga escrito e ilustrado por Michiharu Kusunoki.                                        | [ 32 ] |
| 1991 | Eguchi Hisashi no Kotobuki Gorō Show                                                               | Masakatsu Iijima Osamu Nabeshima         | 21 de mayo de 1991           | 21 de noviembre de 1991     | 4    | Adaptación del manga escrito e ilustrado por Hisashi Eguchi.                                            | [ 32 ] |
| 1991 | Yumemakura Baku Twilight Gekijō                                                                    | Saeko Aoki Shinji Hashimoto Shinya Ohira | 21 de mayo de 1991           | 21 de noviembre de 1991     | 4    | Basados en historias cortas del escritor Baku Yumemakura. Coproducción junto a D.A.S.T..                | [ 32 ] |
| 1991 | Shōgakusei no Yuukai Bōshi: Yumi-chan Abunai yo!                                                   | Katsumi Endō                             | 21 de mayo de 1991           | 21 de mayo de 1991          | 1    | Un video para niños que se muestra en las escuelas japonesas para prevenir el secuestro infantil.       | [ 32 ] |
| 1991 | Akai Hayate                                                                                        | Osamu Tsuruyama                          | 21 de mayo de 1991           | 21 de noviembre de 1991     | 4    | Historia original.                                                                                      | [ 32 ] |
| 1991 | Abashiri Ikka                                                                                      | Takashi Watanabe                         | 21 de mayo de 1991           | 21 de noviembre de 1991     | 4    | Adaptación del manga escrito e ilustrado por Gō Nagai.                                                  | [ 32 ] |
| 1991 | Kyōfu Shinbun                                                                                      | Takashi Anno                             | 21 de julio de 1991          | 21 de septiembre de 1991    | 2    | Adaptación del manga escrito e ilustrado por Jirō Tsunoda.                                              | [ 32 ] |
| 1991 | Miracle Psychicer Seizan                                                                           | Masami Anno                              | 20 de noviembre de 1991      | 17 de junio de 1993         | 5    | Historia original.                                                                                      | [ 32 ] |
| 1991 | Koko wa Green Wood                                                                                 | Tomomi Mochizuki                         | 22 de noviembre de 1991      | 26 de marzo de 1993         | 6    | Adaptación del manga escrito e ilustrado por Yukie Nasu.                                                | [ 32 ] |
| 1991 | Gekkō no Pierce: Yumemi to Gin no Bara no Kishidan                                                 | Takeshi Mori                             | 14 de diciembre de 1991      | 14 de diciembre de 1991     | 1    | Historia original.                                                                                      | [ 32 ] |
| 1992 | Ruri-iro Princess                                                                                  | Takeshi Mori                             | 21 de marzo de 1992          | 21 de mayo de 1992          | 2    | Adaptación del manga escrito e ilustrado por Mito Orihara.                                              | [ 32 ] |
| 1992 | Eien no Filena                                                                                     | Yoshikata Nitta                          | 21 de diciembre de 1992      | 25 de febrero de 1993       | 6    | Adaptación de las novelas ligeras escritas por Takeshi Shudō e ilustradas por Akemi Takada.             | [ 32 ] |
| 1993 | Yū☆Yū☆Hakusho: Mu Mu Hakusho - Nightmare Hakusho                                                   | Desconocido                              | 1993                         | 1996                        | 4    | Historia original de Yū☆Yū☆Hakusho.                                                                     | [ 32 ] |
| 1993 | Kyō kara Ore wa!!                                                                                  | Masami Anno Takeshi Mori                 | 1 de abril de 1993           | 21 de diciembre de 1997     | 10   | Adaptación de las novelas ligeras escritas por Yuki Akatsuki e ilustradas por Henriida.                 | [ 32 ] |
| 1994 | Yū☆Yū☆Hakusho: Eizō Hakusho - Ankoku Bujutsukai no Shō                                             | Masami Shimoda Noriyuki Abe              | 21 de septiembre de 1994     | 5 de octubre de 1994        | 2    | Episodio recopilatorio de Yū☆Yū☆Hakusho.                                                                | [ 32 ] |
| 1994 | Tanjō: Debut                                                                                       | Tomomi Mochizuki                         | 21 de octubre de 1994        | 21 de diciembre de 1994     | 2    | Adaptación del videojuego desarrollado por Headroom y NEC Avenue. Coproducción junto a animate Film.    | [ 32 ] |
| 1994 | Key the Metal Idol                                                                                 | Hiroaki Satō                             | 16 de diciembre de 1994      | 18 de junio de 1997         | 15   | Historia original.                                                                                      | [ 32 ] |
| 1995 | Street Fighter II: Yomigaeru Fujiwara-Kyō - Toki wo Kaketa Fighter-tachi                           | Hisayuki Toriumi                         | 29 de marzo de 1995          | 29 de marzo de 1995         | 1    | Adaptación del videojuego desarrollado por Capcom.                                                      | [ 32 ] |
| 1995 | Yū☆Yū☆Hakusho: Eizō Hakusho II                                                                     | Masami Shimoda Noriyuki Abe              | 16 de diciembre de 1995      | 7 de febrero de 1996        | 4    | Episodio recopilatorio de Yū☆Yū☆Hakusho.                                                                | [ 32 ] |
| 1996 | Sonic★the★Hedgehog                                                                                 | Kazutaka Ikegami                         | 26 de enero de 1996          | 26 de enero de 1996         | 2    | Adaptación del videojuego desarrollado por Sonic Team.                                                  | [ 32 ] |
| 1996 | Boku no Marie                                                                                      | Tomomi Mochizuki                         | 6 de marzo de 1996           | 21 de agosto de 1996        | 3    | Adaptación del manga escrito e ilustrado por Sakura Takeuchi.                                           | [ 32 ] |
| 1996 | Fushigi Yūgi OVA                                                                                   | Hajime Kamegaki                          | 25 de octubre de 1996        | 25 de febrero de 1997       | 3    | Secuela de Fushigi Yūgi.                                                                                | [ 32 ] |
| 1997 | Fushigi Yūgi: Dai Ni Bu                                                                            | Hajime Kamegaki                          | 25 de mayo de 1997           | 25 de octubre de 1998       | 6    | Secuela de Fushigi Yūgi OVA.                                                                            | [ 32 ] |
| 1997 | Yakumotatsu                                                                                        | Tomomi Mochizuki                         | 25 de octubre de 1997        | 25 de noviembre de 1997     | 2    | Adaptación del manga escrito e ilustrado por Natsumi Itsuki.                                            | [ 32 ] |
| 1998 | Hunter x Hunter Pilot                                                                              | Noriyuki Abe                             | 26 de julio de 1998          | 26 de julio de 1998         | 1    | Episodio piloto de Hunter x Hunter.                                                                     | [ 32 ] |
| 1999 | Tokimeki Memorial: Forever With You                                                                | Hajime Kamegaki                          | 17 de junio de 1999          | 8 de octubre de 1999        | 2    | Adaptación del videojuego desarrollado por Konami.                                                      | [ 32 ] |
| 1999 | Tenamonya Voyagers                                                                                 | Akiyuki Shinbo                           | 25 de junio de 1999          | 18 de diciembre de 1999     | 4    | Historia original.                                                                                      | [ 82 ] |
| 2001 | Fushigi Yūgi: Eikōden                                                                              | Nanako Shimazaki                         | 21 de diciembre de 2001      | 25 de junio de 2002         | 4    | Secuela de Fushigi Yūgi: Dai Ni Bu.                                                                     | [ 32 ] |
| 2002 | Hikaru no Go: Sabaki no Ikkyoku! Inishie no Hana yo Sake!!                                         | Shin Nishizawa                           | 2002                         | 2002                        | 1    | Versión alternativa de la historia del episodio 64 de Hikaru no Go.                                     | [ 32 ] |
| 2002 | Gensōmaden Saiyūki: Kibō no Zaika                                                                  | Hayato Date                              | 19 de septiembre de 2002     | 19 de septiembre de 2002    | 1    | Secuela de Gensōmaden Saiyūki Movie: Requiem - Erabarezaru Mono e no Chinkonka.                         | [ 32 ] |
| 2002 | I''s                                                                                               | Yōsei Morino                             | 9 de diciembre de 2002       | 19 de marzo de 2003         | 2    | Adaptación del manga escrito e ilustrado por Masakazu Katsura. Coproducción junto a Arms Corporation.   | [ 32 ] |
| 2004 | Hikaru no Go: Memories                                                                             | Desconocido                              | 30 de junio de 2004          | 30 de junio de 2004         | 1    | Episodio recopilatorio de Hikaru no Go.                                                                 | [ 32 ] |
| 2005 | I''s Pure                                                                                          | Mamoru Kanbe                             | 9 de diciembre de 2005       | 23 de junio de 2006         | 6    | Adaptación del manga escrito e ilustrado por Masakazu Katsura. Coproducción junto a Arms Corporation.   | [ 32 ] |
| 2005 | Naruto Narutimate Hero 3: Tsuini Gekitotsu! Jounin vs. Genin!! Musabetsu Dairansen Taikai Kaisai!! | Hayato Date                              | 22 de diciembre de 2005      | 22 de diciembre de 2005     | 1    | Historia original de Naruto Narutimate Hero.                                                            | [ 32 ] |
| 2007 | Saiyūki Reload: Burial                                                                             | Kōichi Ōhata                             | 27 de abril de 2007          | 28 de diciembre de 2007     | 3    | Secuela de Saiyūki Gaiden. Coproducción junto a Arms Corporation.                                       | [ 32 ] |
| 2007 | Tamala 2010: A Punk Cat in Space OVA                                                               | Hidekazu Ohara t.o.L                     | 24 de agosto de 2007         | 24 de agosto de 2007        | 2    | Secuela de Tamala 2010: A Punk Cat in Space.                                                            | [ 32 ] |
| 2008 | Bleach KaraBuri!: Gotei Jūsan Yatai Daisakusen!                                                    | Desconocido                              | 21 de septiembre de 2008     | 21 de septiembre de 2008    | 1    | Historia original de Bleach.                                                                            | [ 32 ] |
| 2015 | Akatsuki no Yona OVA                                                                               | Kazuhiro Yoneda                          | 18 de septiembre de 2015     | 20 de diciembre de 2016     | 3    | Secuela de Akatsuki no Yona.                                                                            | [ 32 ] |
| 2015 | Tokyo Ghoul: "Jack"                                                                                | Sōichi Shimada                           | 30 de septiembre de 2015     | 30 de septiembre de 2015    | 1    | Adaptación del manga escrito e ilustrado por Sui Ishida.                                                | [ 83 ] |
| 2015 | Tokyo Ghoul: "Pinto"                                                                               | Tadahito Matsubayashi                    | 25 de diciembre de 2015      | 25 de diciembre de 2015     | 1    | Adaptación del manga escrito e ilustrado por Sui Ishida.                                                | [ 84 ] |

### ONAs
| Año  | Título                                                          | Director(es)       | Fecha de primera transmisión | Fecha de última transmisión | Eps. | Notas                                   | Refs.  |
| ---- | --------------------------------------------------------------- | ------------------ | ---------------------------- | --------------------------- | ---- | --------------------------------------- | ------ |
| 2018 | Hero Mask                                                       | Hiroyasu Aoki      | 3 de diciembre de 2018       | 3 de diciembre de 2018      | 15   | Historia original.                      | [ 85 ] |
| 2019 | Osomatsu-san Movie: Gekijō Kōkai Kinen - Original Tanpen Gekijō | Desconocido        | 1 de marzo de 2019           | 15 de marzo de 2019         | 7    | Serie corta de Osomatsu-san.            | [ 86 ] |
| 2019 | Hero Mask 2nd Season                                            | Hiroyasu Aoki      | 23 de agosto de 2019         | 23 de agosto de 2019        | 9    | Secuela Hero Mask.                      | [ 87 ] |
| 2021 | Chocomatsu-san: Valentine's Day-hen                             | Desconocido        | 13 de febrero de 2021        | 15 de febrero de 2021       | 3    | Serie corta de Osomatsu-san.            | [ 32 ] |
| 2021 | Chocomatsu-san: White Day-hen                                   | Desconocido        | 13 de marzo de 2021          | 15 de marzo de 2021         | 3    | Serie corta de Osomatsu-san.            | [ 32 ] |
| 2022 | Road of Naruto                                                  | Yoshifumi Sasahara | 3 de octubre de 2022         | 3 de octubre de 2022        | 1    | PV para celebrar los 20 años de Naruto. | [ 32 ] |

### Especiales
| Año  | Título                                                                                                  | Director(es)       | Fecha de primera transmisión | Fecha de última transmisión | Eps. | Notas                                                                                           | Refs.  |
| ---- | --- | ------------------ | ---------------------------- | --------------------------- | ---- | ----------------------------------------------------------------------------------------------- | ------ |
| 1982 | Urusei Yatsura: Haru da, Tobidase!                                                                      | Desconocido        | 31 de marzo de 1982          | 31 de marzo de 1982         | 1    | Historia original de Urusei Yatsura.                                                            | [ 32 ] |
| 1985 | Mahō no Tenshi Creamy Mami: Lovely Serenade                                                             | Tomomi Mochizuki   | 28 de marzo de 1985          | 28 de marzo de 1985         | 1    | Un video musical de anime con canciones de la serie de anime.                                   | [ 32 ] |
| 1986 | Mahō no Tenshi Creamy Mami: Curtain Call                                                                | Kazunori Itō       | 1 de febrero de 1986         | 1 de febrero de 1986        | 1    | Una colección de videos musicales.                                                              | [ 32 ] |
| 1988 | Ganbare! Kickers Specials                                                                               | Desconocido        | 5 de enero de 1988           | 5 de enero de 1988          | 3    | Secuela de Ganbare! Kickers.                                                                    | [ 32 ] |
| 1988 | Osomatsu-kun: Appare! Chibita no Onitaiji zansu                                                         | Desconocido        | 31 de diciembre de 1988      | 31 de diciembre de 1988     | 1    | Especial de Año Nuevo.                                                                          | [ 32 ] |
| 1990 | Kumo no Yō ni Kaze no Yō ni                                                                             | Hisayuki Toriumi   | 21 de marzo de 1990          | 21 de marzo de 1990         | 1    | Historia original.                                                                              | [ 32 ] |
| 1991 | Michitekuru Toki no Mukō ni                                                                             | Hisayuki Toriumi   | 16 de junio de 1991          | 16 de junio de 1991         | 1    | Historia original.                                                                              | [ 32 ] |
| 1991 | Bakabon Osomatsu no Karee wo Tazunete Sansenri                                                          | Desconocido        | 19 de octubre de 1991        | 19 de octubre de 1991       | 1    | Historia original.                                                                              | [ 32 ] |
| 1994 | Ninkū: Knife no Bohyō                                                                                   | Noriyuki Abe       | octubre de 1994              | octubre de 1994             | 1    | Historia original de Ninkū.                                                                     | [ 32 ] |
| 1995 | Yū☆Yū☆Hakusho: Eizō Hakusho - Opening Ending Encyclopedia                                               | Desconocido        | 20 de octubre de 1995        | 20 de octubre de 1995       | 1    | Especial que actúa como un epílogo de Yū☆Yū☆Hakusho.                                            | [ 32 ] |
| 1996 | Fushigi Yūgi Special: Nakago Shikkari Shinasai!                                                         | Hajime Kamegaki    | 25 de julio de 1996          | 25 de julio de 1996         | 2    | Episodios especiales de Fushigi Yūgi.                                                           | [ 32 ] |
| 1999 | Dokkiri Doctor Special                                                                                  | Desconocido        | 10 de agosto de 1999         | 10 de agosto de 1999        | 1    | Episodio especial de Dokkiri Doctor.                                                            | [ 32 ] |
| 2000 | Gakkō no Kaidan Recaps                                                                                  | Desconocido        | 15 de noviembre de 2000      | 3 de enero de 2001          | 2    | Especiales de Año Nuevo.                                                                        | [ 32 ] |
| 2001 | Gakkō no Kaidan: Kubinashi Rider!! Shi no Noroi                                                         | Desconocido        | 24 de agosto de 2001         | 24 de agosto de 2001        | 1    | Historia original.                                                                              | [ 32 ] |
| 2002 | Hikaru no Go: New Year Special                                                                          | Desconocido        | 1 de enero de 2002           | 1 de enero de 2002          | 1    | Especial de Año Nuevo.                                                                          | [ 32 ] |
| 2002 | Oh! Super Milk-chan Special                                                                             | Desconocido        | 2 de marzo de 2002           | 2 de marzo de 2002          | 1    | Episodio adicional incluido en el volumen 2 del DVD.                                            | [ 32 ] |
| 2003 | Mahō no Yōsei Persia Pilot                                                                              | Desconocido        | 23 de mayo de 2003           | 23 de mayo de 2003          | 1    | Episodio piloto de Mahō no Yōsei Persia.                                                        | [ 32 ] |
| 2003 | Naruto: Akaki Yotsuba no Clover wo Sagase                                                               | Hayato Date        | 24 de mayo de 2003           | 24 de mayo de 2003          | 1    | Historia original de Naruto.                                                                    | [ 32 ] |
| 2003 | Naruto: Takigakure no Shitō - Ore ga Eiyū Dattebayo!                                                    | Hayato Date        | 20 de diciembre de 2003      | 20 de diciembre de 2003     | 1    | Historia original de Naruto.                                                                    | [ 32 ] |
| 2004 | Hikaru no Go: Hokuto Hai e no Michi                                                                     | Tetsuya Endō       | 3 de enero de 2004           | 3 de enero de 2004          | 1    | Secuela de Hikaru no Go.                                                                        | [ 32 ] |
| 2004 | Rekka no Honoo: Final Burning                                                                           | Desconocido        | 10 de junio de 2004          | 10 de junio de 2004         | 1    | Episodio especial que explica por qué el título de la serie es "Rekka no Honoo".                | [ 32 ] |
| 2004 | Naruto: Dai Katsugeki!! Yuki Hime Shinobu Hōjō Dattebayo! - Konoha no Sato no Dai Undōkai               | Hayato Date        | 21 de agosto de 2004         | 21 de agosto de 2004        | 1    | Historia original de Naruto: Dai katsugeki! Yuki Hime Shinobu Hōjō Dattebayo!!.                 | [ 32 ] |
| 2004 | Bleach: Memories in the Rain                                                                            | Noriyuki Abe       | 18 de diciembre de 2004      | 18 de diciembre de 2004     | 1    | Historia original de Bleach.                                                                    | [ 32 ] |
| 2005 | Aruhi no Clamp Gakuen Tanteidan                                                                         | Desconocido        | 22 de abril de 2005          | 22 de abril de 2005         | 13   | Especiales cortos en DVD con personajes de la serie original.                                   | [ 32 ] |
| 2005 | Ichitaka no Mōsō Nikki                                                                                  | Desconocido        | 9 de diciembre de 2005       | 26 de mayo de 2006          | 5    | Historia original de I''s Pure.                                                                 | [ 32 ] |
| 2006 | Bleach: Shuku! Rukia Dakkan! Kagayaku! Shinigami Juuban Shōbu! Mitai Shinigami Doon to Misemasu Special | Desconocido        | 10 de enero de 2006          | 10 de enero de 2006         | 1    | Resumen de Bleach.                                                                              | [ 32 ] |
| 2006 | Bleach: The Sealed Sword Frenzy                                                                         | Noriyuki Abe       | 23 de marzo de 2006          | 23 de marzo de 2006         | 1    | Historia original de Bleach.                                                                    | [ 32 ] |
| 2008 | Naruto: Shippūden - Shippū! "Konoha Gakuen" Den                                                         | Desconocido        | 6 de febrero de 2008         | 6 de febrero de 2008        | 1    | Historia original de Naruto Shippūden.                                                          | [ 32 ] |
| 2008 | Tegamibachi: Hikari to Ao no Gensō Yawa                                                                 | Mamoru Kanbe       | 24 de noviembre de 2008      | 24 de noviembre de 2008     | 1    | Historia original de Tegamibachi.                                                               | [ 32 ] |
| 2009 | Hanasakeru Seishōnen Recaps                                                                             | Desconocido        | 28 de junio de 2009          | 18 de octubre de 2009       | 3    | Episodios recopilatorios de Hanasakeru Seishōnen.                                               | [ 32 ] |
| 2009 | Naruto: The Cross Roads                                                                                 | Desconocido        | 12 de octubre de 2009        | 12 de octubre de 2009       | 1    | Historia original de Naruto.                                                                    | [ 32 ] |
| 2010 | Yume-iro Pâtissière: Mune Kyun Tropical Island!                                                         | Desconocido        | 30 de julio de 2010          | 30 de julio de 2010         | 1    | Episodio especial de Yume-iro Pâtissière.                                                       | [ 32 ] |
| 2010 | Beelzebub: Hirotta Akachan wa Daimaō!?                                                                  | Yoshihiro Takamoto | 23 de octubre de 2010        | 23 de octubre de 2010       | 1    | Episodio piloto de Beelzebub.                                                                   | [ 32 ] |
| 2011 | Beelzebub Specials                                                                                      | Desconocido        | 29 de junio de 2011          | 26 de septiembre de 2012    | 16   | Especiales de Beelzebub incluidos en los lanzamientos de BD/DVD.                                | [ 32 ] |
| 2013 | Naruto Shippūden - Sunny Side Battle                                                                    | Desconocido        | 6 de octubre de 2013         | 6 de octubre de 2013        | 1    | Historia original de Naruto Shippūden.                                                          | [ 32 ] |
| 2016 | Osomatsu-san Special                                                                                    | Yōichi Fujita      | 29 de enero de 2016          | 29 de enero de 2016         | 1    | Episodio incluido con el lanzamiento del primer volumen de BD/DVD.                              | [ 32 ] |
| 2016 | Boruto: Naruto the Movie - Naruto ga Hokage ni Natta Hi                                                 | Hiroyuki Yamashita | 6 de julio de 2016           | 6 de julio de 2016          | 1    | Incluido con la edición limitada de Blu-ray/DVD de Boruto: Naruto the Movie.                    | [ 32 ] |
| 2016 | Boruto: Jump Festa 2016 Special                                                                         | Desconocido        | 27 de noviembre de 2016      | 27 de noviembre de 2016     | 1    | Episodio especial de Boruto.                                                                    | [ 32 ] |
| 2016 | Osomatsu-san: Ouma de Kobanashi                                                                         | Desconocido        | 13 de diciembre de 2016      | 13 de diciembre de 2016     | 1    | Episodio especial de Osomatsu-san.                                                              | [ 32 ] |
| 2018 | Osomatsu-san: Hajimaru Hajimari                                                                         | Desconocido        | 2 de agosto de 2018          | 2 de agosto de 2018         | 1    | Episodio especial de Osomatsu-san.                                                              | [ 32 ] |
| 2018 | Yū☆Yū☆Hakusho: Two Shots/Noru ka Soru ka                                                                | Noriyuki Abe       | 26 de octubre de 2018        | 26 de octubre de 2018       | 2    | Especial incluido en la caja de Blu-ray del 25 aniversario.                                     | [ 32 ] |
| 2018 | Black Clover: Jump Festa 2018 Special                                                                   | Desconocido        | 25 de noviembre de 2018      | 25 de noviembre de 2018     | 1    | Episodio especial de Black Clover.                                                              | [ 32 ] |
| 2020 | Atsumare! Minna no Kontematsu-san!                                                                      | Desconocido        | 25 de diciembre de 2020      | 22 de enero de 2021         | 2    | Especiales incluidos en los volúmenes de Blu-ray y DVD de la tercera temporada de Osomatsu-san. | [ 32 ] |

### Trabajos citados
- 『ロマンアルバム 攻殻機動隊 PERSONA 押井守の世界』 徳間書店、1997年6月。ISBN 4-19-725120-3
  - 押井守の語る創立時のスタジオぴえろ。
- 野田真外 『前略、押井守様。』 フットワーク出版、1998年7月。ISBN 4876892857
- 「押井守全仕事―『うる星やつら』から『アヴァロン』まで」 キネマ旬報社、2001年1月。ISBN 4873765609
- 布川郁司『クリィミーマミはなぜステッキで変身するのか? 愛されるコンテンツを生むスタジオの秘密』日経BP社、2013年